# Comuna Hrușiv, Drohobîci
Hrușiv (în ucraineană Грушів) este o comună în raionul Drohobîci, regiunea Liov, Ucraina, formată din satele Hrușiv (reședința), Tîniv și Zadî. 

## Demografie
Componența lingvistică a comunei Hrușiv
     Ucraineană (99,93%)
     Alte limbi (0,04%)
Conform recensământului din 2001, majoritatea populației comunei Hrușiv era vorbitoare de ucraineană (99,93%), existând în minoritate și vorbitori de alte limbi.

## Personalități
Aici, începând din veacul al XVI-lea până la al XX-lea, s-au manifestat mai multe apariții ale Sfintei Fecioare Maria, care a dat martorilor mesaje diferite importante lor și altora, evenimente acceptate și autorizate ca atare de Biserica greco-catolică ucraineană de mai târziu, ca viziuni ale "Maicii Domnului de la Hrușiv". Zona e sub jurisdicția Episcopiei greco-catolice de Sambir-Drohobîci. Totul a început cu gestul lui Iaroslav cel Înțelept, mare cneaz rus kievean al Kievului și al Novgorodului, când la 1037 a dedicat țara și pe neamul lui protecției Maicii Domnului.   